# Classe Freedom (littoral combat ship)
La classe Freedom, est une classe de frégates de l'US Navy, de type Littoral combat ship, en construction depuis 2005 et dont le premier navire est en service depuis 2008. Il est propulsé par 2 Turbines à gaz Rolls-Royce MT30 de 36 MW  assistées par 2 Moteurs Diesel Colt-Pielstick qui opèrent la génération électrique sur le navire.

## Conception
Les plans sont dessinés par Gibbs & Cox.

## Unités de la classe
| Navire               | Numéro | Image | Quille posée    | Lancement         | Commission        | Avancement                   |
| -------------------- | ------ | ----- | --------------- | ----------------- | ----------------- | ---------------------------- |
| Freedom              | LCS-1  |       | 2 juin 2005     | 23 septembre 2006 | 8 novembre 2008   | Désaffecté 29 septembre 2021 |
| Fort Worth           | LCS-3  |       | 11 juillet 2009 | 7 décembre 2010   | 22 septembre 2012 | En service                   |
| Milwaukee            | LCS-5  |       | 27 octobre 2011 | 18 décembre 2013  | 21 novembre 2015  | Désaffecté 8 septembre 2023  |
| Detroit              | LCS-7  |       | 11 août 2012    | 18 octobre 2014   | 22 octobre 2016   | Désaffecté 29 septembre 2023 |
| Little Rock          | LCS-9  |       | 27 juin 2013    | 18 juillet 2015   | 15 décembre 2017  | Désaffecté 29 septembre 2023 |
| Sioux City           | LCS-11 |       | 19 février 2014 | 30 janvier 2016   | 17 novembre 2018  | Désaffecté 14 août 2023      |
| Wichita              | LCS-13 |       | 9 février 2015  | 17 septembre 2016 | 12 Janvier 2019   | En service                   |
| Billings             | LCS-15 |       | 2 novembre 2015 | 1er juillet 2017  | 3 Août 2019       | En service                   |
| Indianapolis         | LCS-17 |       | 18 juillet 2016 | 18 Avril 2018     | 17 octobre 2019   | En service                   |
| St. Louis            | LCS-19 |       | 17 mai 2017     | 15 Décembre 2018  | 8 Août 2020       | En service                   |
| Minneapolis/St. Paul | LCS-21 |       | 22 Février 2018 | 15 Juin 2019      | 21 Mai 2022       | En service                   |
| Cooperstown          | LCS-23 |       | 14 Août 2018    | 19 Janvier 2020   | 6 mai 2023        | En service                   |
| Marinette            | LCS-25 |       | 27 Mars 2019    | 31 Octobre 2020   | 16 septembre 2023 | En service                   |
| Nantucket            | LCS-27 |       | 9 Octobre 2019  | 7 Août 2021       |                   | En essais                    |
| Beloit               | LCS-29 |       | 22 Juillet 2020 | 7 Mai 2022        |                   | En essais                    |
| Cleveland            | LCS-31 |       | 16 Juin 2021    | 15 Avril 2023     |                   | En production                |